# Standaardtype ZB

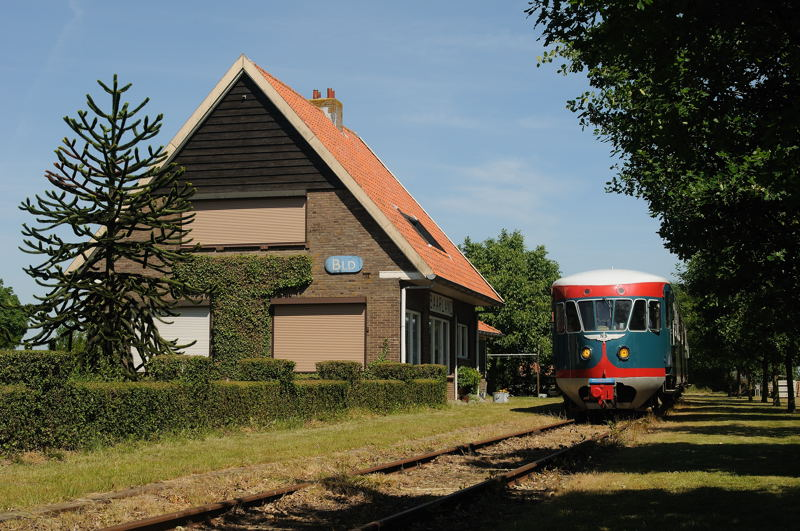
Station Baarland (BLD) met een Blauwe Engel.

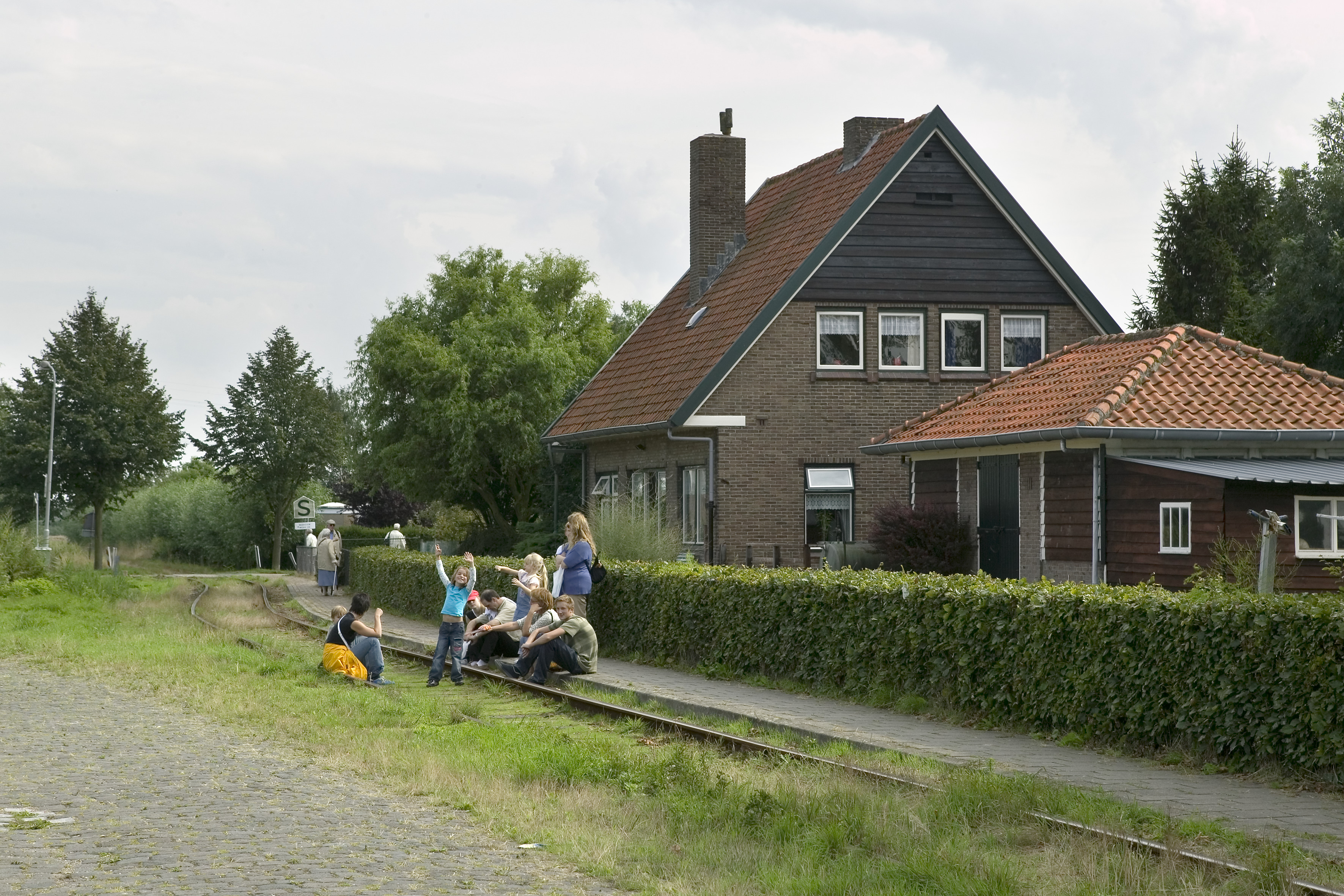
Station 's-Gravenpolder-'s-Heer Abtskerke.

Het Standaardtype ZB is een Nederlands stationsontwerp dat voor het eerst in 1920 werd gebruikt door de Spoorweg-Maatschappij Zuid-Beveland. Het ontwerp is een eenvoudig rechthoekig gebouw met een zadeldak en een entree in de kopgevel. Van de twaalf stations die volgens dit ontwerp zijn gebouwd, zijn er nog negen aanwezig. De lijn waaraan deze stations staan maken enkelen deel uit van het traject van de museumspoorlijn Stoomtrein Goes - Borsele.

## Stations
Tenzij anders aangegeven bestaan de stations tot deze dag, aangegeven in vette tekst zijn stations die heden deel uitmaken van de museumlijn van de Stoomtrein Goes - Borsele.
- Station Baarland (1926), gesloten op 15 mei 1934.
- Station Borssele (1926), gesloten op 15 mei 1934.
- Station Driewegen-Ovezande (1926), gesloten op 15 mei 1934.
- Station Ellewoutsdijk (1926), gesloten op 15 mei 1934.
- Station 's-Gravenpolder-'s-Heer Abtskerke (1926), gesloten op 4 mei 1947.
- Station 's-Heerenhoek (1926), gesloten op 15 mei 1934.
- Station Heinkenszand (1926), gesloten op 15 mei 1934, gesloopt in 1975.
- Station Hoedekenskerke (1926), gesloopt in 1944, gesloten op 4 mei 1947.
- Station Kwadendamme (1926), gesloten op 4 mei 1947.
- Station Nieuwdorp (1926), gesloten op 15 mei 1934, gesloopt in 2000 na verwoesting door brand.
- Station Nisse (1926), gesloten op 4 mei 1947.
- Station Oudelande (1926), gesloten op 15 mei 1934.

Douma (Beilen) · 
Eijs-Wittem ·
GLS ·
GOLS ·
Harmelen ·
Hemmen ·
HESM ·
KNLS ·
Loppersum ·
NCS ·
NFLS ·
NH ·
NOLS ·
Randstadspoorhalte ·
Sneek ·
Sextant ·
Staatsspoorwegen ·
Velsen-Zeeweg ·
Vierlingsbeek ·
Visvliet ·
Voorstadshalte ·
Woldjerspoor ·
WZ ·
ZB